# Muotkadakrivier
De Muotkadakrivier  (Samisch: Muotkkájakjohka) is een rivier die stroomt in de Zweedse  gemeente Kiruna. De rivier verzorgt de afwatering van het Muotkadakmeer. Ze stroomt naar het zuidoosten weg en is circa twee kilometer lang.
Afwatering: Muotkadakrivier → (Torneträsk) → Torne → Botnische Golf